# Bo (Han Jingdi)
Bo, född okänt år, död 147 f.Kr., var en kinesisk kejsarinna, gift med kejsar Han Jingdi. Hon var den första kejsarinnan i Kinas historia som blivit avsatt. 
Hon var släkt med sin blivande makes farmor, änkekejsarinnan Bo, som troligen var hennes gammelfaster, och äktenskapet arrangerades av denna. 
Hon blev på sin gammelfasters önskan kejsarinna vid sin makes trontillträde. Hon lyckades dock aldrig göra sig omtyckt av sin make eller skaffa sig någon maktbas, eftersom hon aldrig födde en son. 
När hennes gammelfaster avled 155 f.Kr., saknade hon stöd i palatset, och hennes make lät skilja sig från henne. 